# 1993 FO1
1993 FO1 är en asteroid i huvudbältet som upptäcktes den 25 mars 1993 av de båda japanska astronomerna Seiji Ueda och Hiroshi Kaneda i Kushiro.